# Элиг, Майкл
Майкл Элиг (англ. Michael Alig; 29 апреля 1966 — 25 декабря 2020) — заметная фигура в истории клубной культуры, нью-йоркский it boyen (звезда клубных вечеринок), клубный промоутер, музыкант и писатель.
Элиг был основателем и лидером нью-йоркского движения club kids (клубные дети, клубные детки) конца 1980-х — большей части 1990-х. В 1996 году был приговорён к тюремному заключению за убийство Андре «Эйнджела» Мелендеса. История феномена «клубных деток» и подробности убийства взяты за основу сценария к фильму «Клубная мания» (Party Monsters, 2003). Роль Майкла Элига в фильме исполнил Маколей Калкин.

## «Давайте начнём что-то новое»
В Нью-Йорке Элиг начинал с работы на должности помощника официанта в ночном клубе «Danceteria»en. Позже Элиг и его друзья получили работу в клубе «Tunnel»en, где они организовали свою первую вечеринку в ярких, кричащих костюмах и с бесплатной выпивкой. Растущее количество «клубных деток» стало приносить заведению убытки, и Элига уволили вместе с остальными. Элиг и его друг Джеймс Сент-Джеймсen стали организовывать нелегальные вечеринкиen, некоторые из которых проводились в кафе «Макдоналдс», «Бургер Кинг» и «Dunkin’ Donuts», на заброшенных постройках и в подземке. 
В первые годы своей клубной жизни Майкл Элиг в подражание Ли Бауэриen часто гримировал своё лицо, рисуя на нём крупные цветные кружки. Позже его образы стали более разнообразными: он любил надевать медицинский корсет, бинтовать часть своей головы, носить налобный фонарь спасателя или как-то иначе играть с символами опасности. Также в арсенале Элига были и драг-образы.
В 1988 году Майкл Элиг и другие «клубные дети» получили поддержку со стороны Питера Гейшенаen, владельца нью-йоркского ночного клуба «Limelight». Начиная с 1990 года Элиг начал организовывать в «Лаймлайте» по средам свою самую известную вечеринку «Disco 2000» (просуществовала до 1996 года). На волне успеха «Disco 2000» Элиг стал проводить вечеринки и в других клубах Питера Гейшена — в «Club USA», «Палладиуме»en и «Туннеле» (с 1992 года клуб также стал принадлежать Гейшену).

## Club kids
В костяк команды Элига вошли такие фигуры, как Джеймс Сент-Джеймсen, Ричи Ричen, DJ Keokien, Аманда Лепор, Уолтпайперen, Кристофер Комп (Christopher Comp), Джинниталиа (JennyTalia), Роберт «Фриз» Риггс (Robert «Freez» Riggs), Screamin’ Rachaelen, Гитси (Gitsie), Ру Пол, Лиза Эдельштейн, Патриция Филд и Залдиen (в англоязычной версии статьи о club kids есть список из более чем сорока имён). Многие из них, как и Майкл Элиг, были открытыми геями.
Сам Элиг воспринимал «клубных деток» как возрождение института суперзвёзд Энди Уорхола. На флаерах вечеринок, организуемых Элигом, имена «клубных детей» писались наравне с именами диджеев, притом что «клубные детки» не готовили никаких выступлений со сцены, они должны были лишь присутствовать в клубе, эпатировать своим костюмом и макияжем, активно танцевать и веселиться.
Внешнему виду и образу жизни «клубных деток» подражали молодые клаберы по всему миру. 
В течение нескольких лет Майкла Элига и DJ Keokien связывали романтические отношения.

## Убийство Эйнджела Мелендеса
В 1996 Элиг был приговорен к 10–20 годам тюремного заключения по обвинению в убийстве другого участника club kids Андре «Эйнджела» Мелендесаen (также за убийство был осуждён и Роберт Риггс).
Эйнджел работал в клубе «Лаймлайт» и после закрытия клуба федеральными агентами был уволен. Из-за отсутствия работы он переехал в квартиру Элига. Ночью 17 марта 1996 года между Элигом и Эйнджелом произошёл конфликт на почве того, что Элиг был должен Эйнджелу деньги за наркотики. 9 декабря Роберт «Фриз» Риггс признался полиции, что произошло:

В воскресенье в марте 1996 года я был у себя дома… а Майкл Элиг и Эйнджел Мелендес громко ругались… всё громче и громче. Я пошел в соседнюю комнату… в какой-то момент я услышал крики Майкла: «Помоги мне!», «Убери его от меня!» Началась драка, Эйнджел сильно бил его, прижав к стене. Он крикнул: «Тебе лучше отдать мои деньги, или я сломаю тебе шею»… Я схватил молоток… и ударил Эйнджела по голове…
Роберт «Фриз» Риггс
По словам Риггса, он ударил Мелендеса в общей сложности три раза по голове. Затем Элиг схватил подушку и начал душить его. Когда Мелендес потерял сознание, Риггс отправился в другую комнату, а когда вернулся, заметил сломанный шприц на полу и Элига, вливающего очистительное средство в горло Мелендеса. Через несколько дней появился запах гниющей плоти. Элиг, предварительно употребив героин, отрезал ноги от трупа, сложил части тела в коробку и затем выбросил в реку Гудзон.

## Годы заключения и последовавшее освобождение
Элиг подавал прошение о досрочном освобождении в 2006 и 2008 годах, однако ему было отказано. Был освобождён 5 мая 2014 года. Всего в заключении Майкл Элиг провёл 17 лет, на четыре года больше, чем Роберт Риггс. В тюрьме Элиг начал писать мемуары, которым придумал название «Aligula» (остались неопубликованными).
После освобождения Элиг попробовал вернуться к организации вечеринок, но они не могли сравниться по известности и яркости с теми, что были в 1990-х. Несколько заведений и часть квир-сообщества отказались поддержать промоутера в его попытках ресоциализироваться, также прозвучали призывы «не приветствовать» возвращение Майкла Элига в ночную жизнь Нью-Йорка.

## Музыка
Изредка Элиг делал совместные записи с разными музыкантами. Как правило это были клубные музыканты, также относившиеся к кругу «клубных деток».

## Смерть
25 декабря 2020 г. Майкл Элиг был найден мёртвым своим бывшим бойфрендом (имя которого пресса не стала уточнять) в их общей квартире на Манхэттене. «Король» «клубных деток» умер после передозировки героином.